# Schizobopyrina lobata
Schizobopyrina lobata är en kräftdjursart som först beskrevs av M. Bourdon och Bruce1983.  Schizobopyrina lobata ingår i släktet Schizobopyrina och familjen Bopyridae. Inga underarter finns listade i Catalogue of Life.